# باشگاه فوتبال هیز
باشگاه فوتبال هیز (به انگلیسی: Association Football Club Hayes) یک باشگاه فوتبال در شهر هیز، هیلینگدون، کشور انگلستان است که در سال ۱۹۷۴ میلادی تأسیس شده‌است.